# Right Where You Want Me
Albums de Jesse McCartney
Beautiful Soul Departure
Right Where You Want Me est un album de Jesse McCartney sorti en octobre 2006 sous le label Hollywood Records, et a été édité le 19 septembre 2006 aux États-Unis.

## Liste des titres
1. Right Where You Want Me
2. Just So You Know
3. Blow Your Mind
4. Right Back In The Water
5. Anybody
6. Tell Her
7. Just Go
8. Can't Let You Go
9. We Can Go Anywhere
10. Feelin' You
11. Invincible
12. Daddy's Little Girl

## Singles Officiels
- 2006 : Right Where You Want Me[1]
- 2007 : Just So You Know

## Compositeurs
- Jesse McCartney
- Kelly Clarkson
- Ne-Yo